# Alfred (Teksas)
Alfred – jednostka osadnicza w Stanach Zjednoczonych, w stanie Teksas, w hrabstwie Jim Wells.